# Paulette Weber
Paulette Weber (... – Mare del Nord, ottobre 1954) è stata un'aviatrice e pilota di pallone aerostatico belga naturalizzata francese, che compì 235 ascensioni in aerostato, e nel maggio 1939 conquistò il record femminile francese di distanza con 750 km percorsi. Vincitrice del Premio "Aumont-Thiéville" e della Coppa "Nord-Spherique".

## Biografia
Allieva del professor Georges Suire, effettuò il suo primo volo in pallone aerostatico nel 1928, e nel 1930 prese il brevetto di pilota di seconda classe con 14 ascensioni, delle quali 4 da sola e due di notte.
Il 30 dicembre 1931 partì da Saint-Cloud per conquistare la Coppa "Maison et Mallet" per la distanza, ma a causa della neve che si depositò sul suo velivolo, appesantendolo, atterrò a Châtillon-sur-Seine e abbandonò la gara, tornando poi in treno a Parigi. Nel corso del 1931 la rivista L'Aérophile parlava di lei classificandola "tra i piloti che effettuano 'realmente' dei viaggi aerei". A quella data aveva realizzato 28 ascensioni, di cui 22 da sola e quattro di notte e aveva partecipato alle coppe Juchmès e Mallet ma ancora non aveva riportato alcuna vittoria. In occasione della Coppa internazionale delle mongolfiere a Mans si aggiudicò il terzo posto con 250 km percorsi, quindi nel novembre 1937 vinse il premio "Aumont-Thiéville" con 242 km.
In occasione della festa del 1º maggio 1946 a Parigi a Place de la Concorde, furono eseguiti dei voli dimostrativi in aerostato, con vari piloti tra cui Paulette Weber, che tornava a pilotare il pallone aerostatico per la prima volta dal 1939. In quella occasione la giornalista Suzy Mathis pubblicò sul paginone centrale di Aviation française un articolo sulla Weber, dove si riproponevano brani di una intervista precedente che la giornalista aveva fatto alla pilota su Les dimanches de la femme e si riassumevano alcuni suoi record, tra i quali: 
- Record di distanza (750 km) Bailleul-Ratisbona[10]
- Record femminile di distanza (440 km) Gennevilliers-Eifel
- Coppa Nord-Spherique con 2500 km in 4 ascensioni
- Coppa Planchon-Ramade 2º posto
- Coppa Alfred-Leblanc 2º posto

L'intervista si chiudeva con un'affermazione della Weber: Le tourisme en ballon c'est le roi des tourismes.
La Weber perse la vita nell'ottobre 1954, a causa la perdita progressiva di idrogeno dovuta al rivestimento poroso del suo pallone aerostatico, un difetto comune in quel periodo. Nonostante avesse gettato fuori bordo tutta la sua zavorra, la navicella si inabissò nelle acque del Mare del Nord. Si trattava della sua 235ª ascensione in pallone aerostatico.

### Riviste
- L'Aérophile: revue technique et pratique de la locomotion aerienne, in L'Aérophile, vol. 46, 1938,  p. 165.
- Les ailes, le monde de l'aviation et l'aviation du monde, in Hebdomadaire, n. 1140, 6 dicembre 1947.
- France illustration, vol. 5, 1949,  p. 214.
- Icare: revue des ailes brisées de Belgique, 1953.
- La Conquète de l'air, Edizioni 48-49, 1953,  p. 86.